# Ędward Ącki

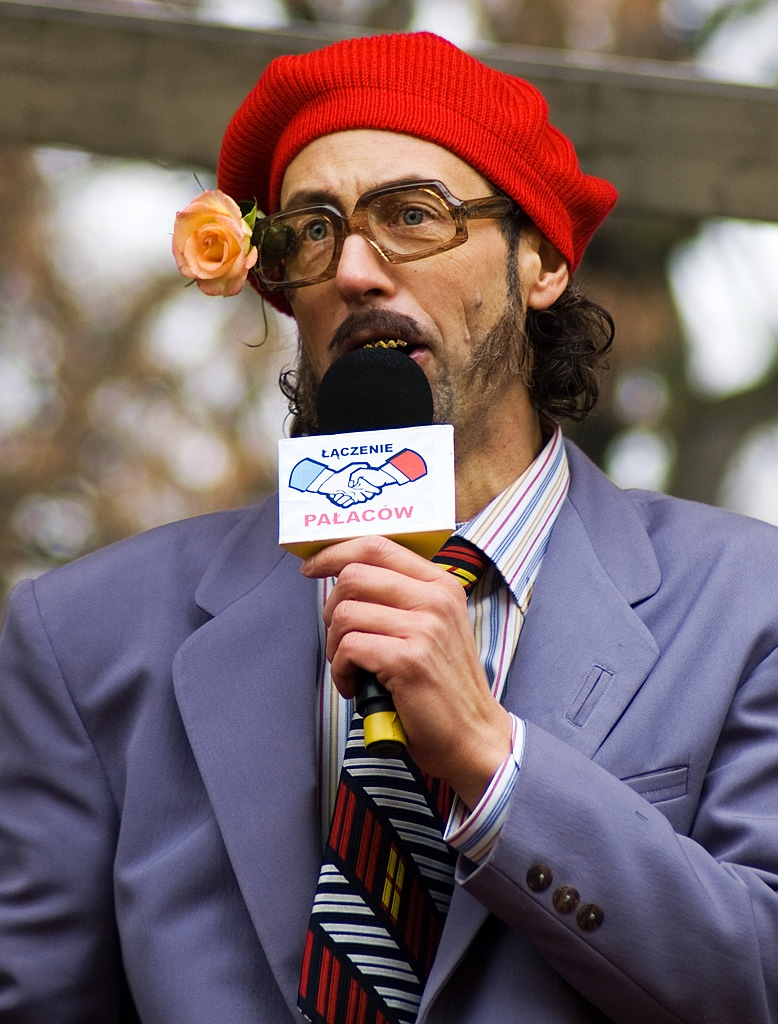
Ącki podczas wiecu w Warszawie (listopad 2008)

Ędward Ącki – fikcyjna postać wymyślona i wykreowana przez Szymona Majewskiego, którą był polityk, założyciel fikcyjnej partii „ĘĄ – Szczerzy do bólu”. Jego asystentami była Ągelika Radziwił (grana przez parodystkę Aldonę Jankowską) i Ądrzej Chłodek (Michał Zieliński). Ącki zadebiutował w mediach w 2007 roku, gdy na rogu ulic Marszałkowskiej i Królewskiej w Warszawie odsłonił billboard wyborczy swojej partii. W latach 2007–2009 był postacią obecną na różnych platformach medialnych w Polsce.
Kolejne akty działalności Ąckiego prezentowane były w Szymon Majewski Show. 13 października 2007 roku zorganizował wiec partyjny „Wielkie pranie brudów” pod Pałacem Kultury w Warszawie, pod hasłem „Wypierzmy lepszą Polskę”. W spotkaniu wzięli udział Ewelina Flinta, Edyta Górniak, Michał Wiśniewski, Anna Świątczak, Marcin Meller, Kinga Rusin, Kazimiera Szczuka i Iwan Komarenko (wykonawca hymnu partii). Ącki gościł w programach, takich jak Dzień dobry TVN i Studio Złote Tarasy. Do zasilenia szeregów partii najpierw zapraszał Andrzeja Leppera i Tadeusza Cymańskiego, a także Zbigniewa Wassermana, Ryszarda Kalisza, Leszka Millera i Bronisława Komorowskiego – na antenie programu Kawa na ławę.
Wziął udział w kręceniu teledysku Grupy Operacyjnej „Mieszko”. W 2009 roku razem ze swoją matką i ciotką nagrał diss na Peję, Liroya oraz Tedego.

## Publiczne wystąpienia

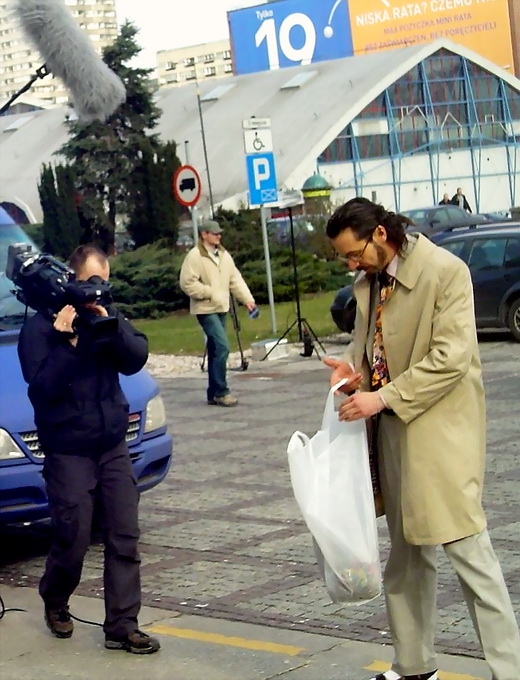
Ącki na placu Defilad (Warszawa, 2008)

Źródło: 

W sierpniu 2007 roku Ędward Ącki pojawił się w trakcie happeningu „zawisł na bilbordzie” w Warszawie, gdzie zawisł, nie tylko w przenośni, ale też dosłownie, na tablicy reklamowej. Część ogólnopolskich mediów podała wtedy, że Ącki, „zwany niegdyś jako Szymon Majewski” razem z jego partią ĘĄ „wkracza do polityki”. Od tamtego czasu Ącki zaczął pojawiać się spontanicznie w wielu różnych miejscach, takich jak:
- supermarket – rozdawał wyborcom drobne kwoty pieniężne
- bazar – robił zwykłe zakupy
- port lotniczy „Okęcie” – witał powracających z podróży Polaków
- plac Defilad – podczas demonstracji w ramach IX Manify szukał dla siebie żony
- teren szkoły średniej – w okresie trwania matur podawał maturzystom tematy
- parlament RP – w dniu inauguracji VI kadencji przybył i poinformował, że dostał się do sejmu
- teren siedziby Radia Zet – bezpośrednio po emisji Śniadania z Radiem Zet Ącki zachęcał wychodzących z budynku polityków Andrzeja Leppera i Tadeusza Cymańskiego do tego, by wstąpili do partii ĘĄ
- miejsce konferencji prasowej PZPN – zaproponował swój wizerunek wykorzystać jako maskotkę na piłkarski turniej Euro 2012.

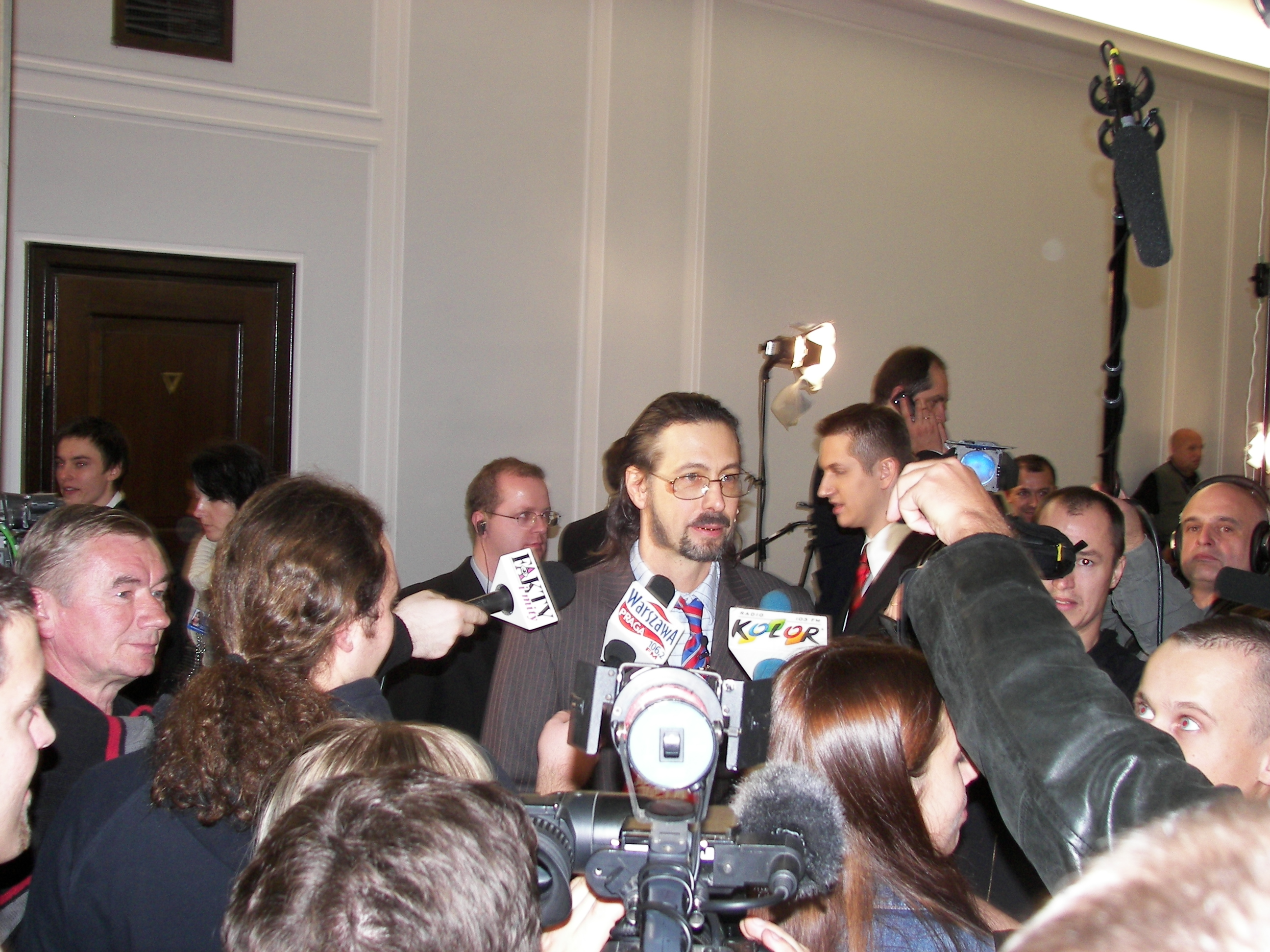
Ącki w Sejmie (listopad 2007)

Ącki brał też udział z zorganizowanych specjalnie happeningach, takich jak „wielkie narodowe pranie brudów”, w którym byli zaangażowani ludzie show biznesu, m.in.: aktor i artysta estradowy Bohdan Łazuka, polsko-rosyjski piosenkarz Iwan Komarenko i piosenkarka Ewelina Flinta. Z kolei w ramach akcji w serwisie sympatia.pl „Ącki szuka żony”  zamieszczono jego profil. W ramach kampanii wyborczej był w telewizji gościem m.in. programu Kawa na ławę (TVN), podczas którego prowadził rozmowy z kilkoma politykami (Ryszard Kalisz, Bronisław Komorowski, Roman Giertych, Zbigniew Wassermann, Leszek Miller). W październiku 2007 roku ogólnopolskim dzienniku „Gazecie Wyborczej” dodatkiem był plakat jego partii. W 2008 roku Ącki wystąpił w drużynie posłów w meczu charytatywnym, w którym wystąpiły drużyny przedstawicieli Sejmu i Gwiazd TVN-u (3:0). Spotkanie, transmitowane na antenie głównego kanału stacji TVN, zorganizowała Fundacja TVN Nie jesteś sam.
W 2009 roku, gdy miało miejsce zamieszanie w sprawie zmiany na stanowisku prezesa zarządu TVP S.A., przed siedzibą TVP pojawił się Ącki i oświadczył, że w obliczu sporu Bogusława Szwedy z Piotrem Farfałem potrzebna jest trzecia siła we władzach państwowej telewizji. Przed kamerami i dziennikarzami poinformował, że obejmuje fotel prezesa i jednocześnie przedstawił zaświadczenie lekarskie o tym, że jest „w pełni zdolny do pracy w niebezpiecznych warunkach” z załączonym listem od jego matki. W ramach protestu przeciwko decyzji o niewpuszczeniu go do budynku Ącki położył się przed drzwiami wejściowymi do siedziby TVP.

## Interakcja z publicznością
Uczestnicy konkursu, który zorganizowano w celu ukucia hasła partii ĘĄ, mieli za zadanie przyklejenie plakatu wyborczego za szybą swojego samochodu oraz przesłanie propozycji sloganu przez usługę SMS-u. W całym przedsięwzięciu Ąckiego powiązano z marką chipsów Crunchips, której logotyp umieszczono po wewnętrznej stronie plakatów, a także na karoserii samochodu Fiat 125p, który był główną nagrodą w tym konkursie (miał ją wręczyć Ącki). Ta nietypowa nagroda dla zwycięzcy spowodowała, że w Faktach na kanale TVN dwa razy podano informację o przekazaniu pojazdu.
Oprócz aktywnego uczestnictwa fanów, którego zakres wyznaczany był przez media masowe oraz sponsorów, też sami widzowie wymyślali różnego rodzaju inicjatywy związane z postacią Ąckiego. Utworzono wówczas wiele stron internetowych, takie jak blogi, ale też prywatne profile w serwisach społecznościowych, których treść była poświęcona liderowi partii ĘĄ i niej samej. Internauci zamieszczali w sieci materiały wideo i fotografie ich autorstwa, które ilustrowały happeningi, a także tworzyli parodie. To wszystko pomagało większej popularności postaci Ąckiego. Dzięki całej tej otoczce osoby biorące udział w tych przedsięwzięciach, ale też twórcy programu telewizyjnego i poświęconego Ąckiemu serwisu internetowego, przestały być tylko świadkami zjawiska, ale stały się aktywnymi współtwórcami programu i przedsięwzięcia skupionego wokół Ąckiego.
W 2009 roku w trwającym dwa tygodnie głosowaniu na polskich kandydatów do Parlamentu Europejskiego, przeprowadzonym przez portal epuls.pl z udziałem polskich nastolatków, 2. miejsce zajął Ędward Ącki (1.: Czesio, postać fikcyjna z Włatców móch). 

## W prasie
W 2007 roku w wywiadzie udzielonym dziennikarzowi Piotrowi Najsztubowi, w cyklu „Najsztub pyta” na łamach tygodnika „Przekrój”, Ącki stwierdził:

Nazywam się Ącki, Ędward Ącki, ponieważ stwierdziłem, że dotychczas partie nie utożsamiają się z przywódcami tak do końca, a ja chciałem, żeby ta partia bardziej do mnie należała, bardziej niż na przykład PiS do Kaczyńskiego. Gdyby on myślał tak jak ja, to musiałby zmienić nazwisko na «Jarosław Piskaczyński» (…).

## Zjawisko medialne
Materiały wideo, które realizowano podczas odbywających się happeningów z udziałem Ąckiego, emitowano w programie telewizyjnym, a także zamieszczano na stronie internetowej. Razem z Edwardem Miszczakiem (dyrektorem programowym stacji) i Andrzejem Sołtysikiem (członkiem działu programowego, a wcześniej rzecznikiem prasowym TVN-u) poprowadził konferencję prasową prezentującą nową ramówkę stacji TVN. Podczas pokazów z udziałem Ąckiego supertekst tworzyły, oprócz samej jego postaci, takie elementy wizualne, jak logo partii widoczne na mównicy oraz logo stacji TVN na ekranie, które stanowiło tło sceny. W mediach dostrzegalne było, że ta stacja identyfikuje się z – powstałą dzięki niej – fikcyjną partią ĘĄ, tak jak partia Ąckiego z TVN-em.

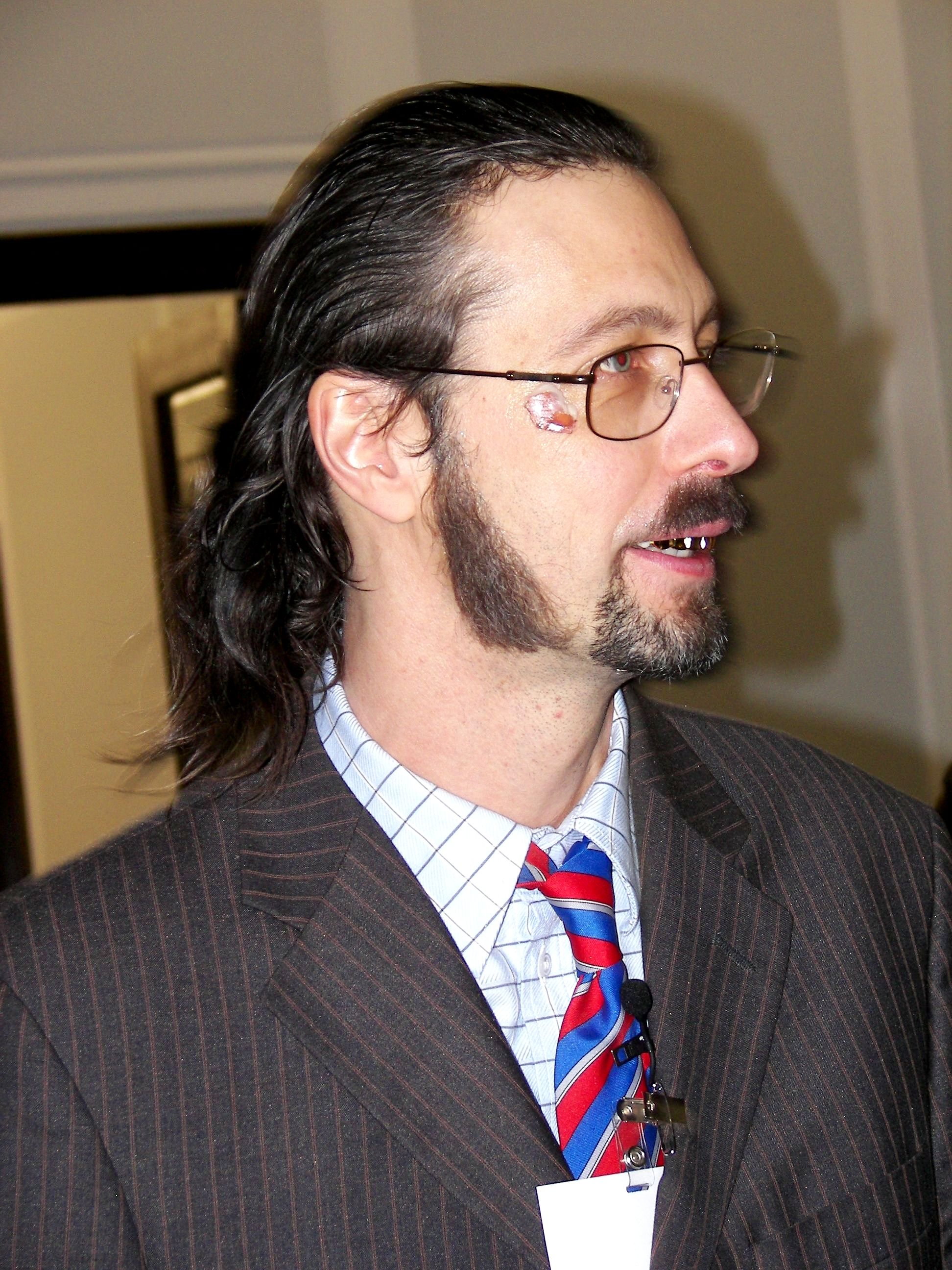
Ącki podczas happeningu w kuluarach Sejmu w trakcie 1. posiedzenia Sejmu VI kadencji (listopad 2007)

Niespodziewana obecność Ąckiego zawsze prowadziła do konsternacji u odbiorców. Jednak zawsze będące w jego pobliżu osoby były częścią tych wydarzeń, które w pewnym stopniu były improwizowane. Pojawienie się tego lidera partyjnego w przestrzeni miejskiej powodowało, że dochodziło do interakcji między nim a przypadkowymi ludźmi, w tym z politykami. Podczas wiecu politycznego obecne osoby składały swoje podpisy, dzięki którym możliwy miał być start partii ĘĄ w ogólnopolskich wyborach. Uczestnicy bezzwłocznie komentowali te wydarzenia i poczynania Ąckiego na internetowym blogu, który był poświęcony jemu i jego partii ĘĄ.
Przepływ tych treści w mediach generowany był przez twórców telewizyjnego programu Szymon Majewski Show, ale także przez widzów, którzy działali na zasadzie spontaniczności. Kiedy Ącki poprosił ich o stawienie się pod Pałacem Kultury i Nauki, by dokonać „Wielkiego narodowego prania brudów”, pojawili się tam w dużej liczbie. Widzom telewizyjnego show umożliwiono umieszczanie komentarzy na internetowych stronach tego programu i blogu partii; osoby zainteresowane mogły też przesyłać swoje materiały wideo, które w ramach stałej części przedstawienia Szymon Majewski Show, „Końca nie widać”, mogły być wyemitowane. Z kolei poprzez forum internetowe zapraszano gości do studia TVN-u.
Dzięki ogółowi działań związanych z konkursem zorganizowanym w celu wymyślenia hasła partii ĘĄ, z którym powiązano markę Crunchips i nagrodę w postaci Fiata 125p, wykorzystano efekt mediowej synergii – telewizja TVN, jako dostawca treści, i właściciel marki Crunchips, jako sponsor, razem stworzyli przykład rozrywkowego „pakietu”.
Osoby udzielające się w tej medialnej kampanii jako prosumenci, byli uczestnikami wyreżyserowanej fikcji. Ta grupa napędzała, poprzez środki medialne, wydarzenia, które później były częścią przekazu mediów. Ta społeczność środowiska internetowego, która skupiała oglądających program online telewidzów, komentatorów, forumowiczów, autorów wiadomości e-mail i SMS, a także klienci nabywający np. dzwonki telefoniczne, była aktywnym uczestnikiem medialnej sieci, której centralnym punktem był Ędward Ącki. W celu znalezienia m.in. nowych informacji i gadżetów fani Ąckiego wykorzystywali też inne serwisy. W całym przedsięwzięciu istotne były towarzyszące mu działania reklamowe oraz public relations.
Ta grupa prosumentów, współtwórców ostatecznych treści trafiających do ogólnodostępnych mediów, stała się częścią rzeczywistości skonwergowanych mediów (m.in. urządzenia mobilne, Internet). Osoby te współdecydowały o strukturze udostępnianych treści, a w dalszej perspektywie dokonywali konsumpcji tego produktu medialnego.

## Wyróżnienia
Ędward Ącki został laureatem Świrów 2008 w kategorii „Osobowość TV”. Wyróżnienie w tej samej kategorii odebrał także w kolejnym roku.